# Барт Ганн
Майкл Полхлопек (англ. Michael Polchlopek, род. 27 декабря 1965 или 27 декабря 1963, Тайтусвилл, Флорида) — американский рестлер и мастер смешанных единоборств. Наиболее известен по выступлениям в World Wrestling Federation (WWF) с 1993 по 1999 год под именами Барт Ганн и Бодрый Барт, а также по выступлениям в All Japan Pro Wrestling (AJPW) с 1998 по 2002 год и в New Japan Pro-Wrestling (NJPW) с 2002 по 2004 год под именем Майк Бартон.

## Ранняя жизнь
Майкл Полхлопек родился 27 декабря 1965 года в Тайтусвилле, Флорида. Он был большим поклонником реслинга, часто смотрел Florida Championship Wrestling и с удовольствием наблюдал за Эдди и Майком Грэмом и Джеком и Джеральдом Бриско.

## Карьера в рестлинге

### Ранняя карьера (1991—1993)
Полхлопека обучали рестлингу Сизар Барраза, Блэкджек Маллиган, Тим Паркер и Борис Маленко. Его дебют состоялся в 1991 году.

### World Wrestling Federation (1993—1999)

#### Дымящиеся пушки (1993—1996)
Полхлопек наиболее известен по выступлениям в World Wrestling Federation как один из членов команды «Дымящиеся пушки» вместе со своим сюжетным братом Билли Ганном. Команда трижды выигрывала командное чемпионство, прежде чем распалась и вступила в короткую вражду в октябре 1996 года. Барт Ганн недолго выступал в одиночных соревнованиях, его самый громкий матч состоялся на Monday Night Raw в апреле 1996 года, в котором он проиграл «Рингмастеру» Стиву Остину.

#### Одиночные выступления (1996—1997)
Ганн враждовал с Билли Ганном в течение осени 1996 года, которая закончилась после того, как он победил Билли в эпизоде Monday Night Raw 16 декабря. Его самой заметной победой стала победа над Triple H по дисквалификации на шоу Superstars. Он также участвовал в матче «Королевская битва» 1997 года. Его последний матч в этой части карьеры состоялся 9 июня 1997 года в эпизоде Raw Is War против Рокабилли, где он потерпел поражение.
Затем у Ганна случилось короткое пребывание в Pennsylvania Championship Wrestling, где 3 мая 1997 года он выиграл чемпионский титул у Лэнса Даймонда. Затем он уступил титул Эйсу Дарлингу 26 сентября 1997 года.

#### Полуночный экспресс (1998)
Под руководством своего нового менеджера Джима Корнетта Полчлопек воссоздал команду «Полуночный экспресс» под именем Бодрый Барт с партнером Бомбастик Бобом. Команда имела ограниченный успех, хотя в 1998 году они недолго владели титулом командных чемпионов мира NWA.

#### Brawl for All и уход (1998—1999)
В 1998 году Барт Ганн участвовал в турнире WWF Brawl for All. В первом раунде Ганн встретился с партнером по команде Бобом Холли и был признан победителем по очкам. Затем Ганн победил «Доктора Смерть» Стива Уильямса неожиданным нокаутом. Используя свою огромную силу, Ганн победил Крестного отца в полуфинале и Брэдшоу в финале и выиграл турнир.
Согласно его интервью в эпизоде «Обратной стороны ринга», после победы он несколько месяцев сидел дома после того, как Винс Руссо сказал ему, что у сценаристов WWF на тот момент не было для него ничего. Несмотря на это, в октябре 1998 года Ганн подписал контракт с All Japan Pro Wrestling и выступал там в течение трех месяцев до января 1999 года.
После возвращения на телевидение WWF в феврале 1999 года, WWF отправила его на тренировку к Рэю Ринальди (известному тем, что тренировал Марка Меро) для матча против Баттербина на WrestleMania XV. Затем Ганн недолго враждовал с Холли и Уильямсом, оба были разозлены тем, что их обошли на турнире, последний надел маску и столкнул Ганна со сцены, чтобы помешать ему выиграть титул хардкорного чемпиона WWF. На WrestleMania XV Баттербин жестоко нокаутировал Ганна за 35 секунд. Вскоре после этого Полхлопек был уволен из WWF.

## Личная жизнь
До 1993 года Полхлопек работал электриком, а спустя 15 лет возобновил работу электриком, а также занимался строительством домов. Он любит играть с внуками в «Звездные войны», кататься на мотоциклах и готовить барбекю.

## Титулы и достижения
- All Japan Pro Wrestling
  - Командный чемпион мира (1 раз) — с Джонни Эйсом[5]
  - Кубок Стэна Хэнсена (2002) — с Джимом Стилом[6]
  - Королевская битва в тяжелом весе, Коракуэн-холл, 2 января (2001)[7]
- International Wrestling Federation
  - Командный чемпион мира IWF (2 раза) — с Кипом Винчестером[8]
- New Japan Pro-Wrestling
  - Турнир претенжентсво № 1 на титул командных чемпионов IWGP — с Джимом Стилом
- Pennsylvania Championship Wrestling
  - Американский чемпион PCW (2 раза)[9]
- Pro Wrestling Illustrated
  - № 129 в топ 500 рестлеров в рейтинге PWI 500 в 1997[10]
- World Wrestling Federation/WWF
  - Командный чемпион WWF (3 раза) — с Билли Ганном[11][12][13]
  - Командный чемпион мира NWA (1 раз) — с Бомбастик Бобом[14]
  - Brawl for All (1998)[15]
  - Raw Bowl (1996) — с Билли Ганном[16]